# Joanne Hill
Joanne Hill, född den 19 juni 1973 i Murray Bridge, är en australisk basketspelare som tog på hemmaplan i Sydney tog OS-silver 2000. Det  var första gången Australien tog silver vid de olympiska baskettävlingarna.